# Fxck Up the World
«Fxck Up the World» (также под названием «FUTW») — песня тайской рэперши и певицы Лисы Манобан (участницы южнокорейской гёрл-группы Blackpink) при участии американского рэпера Фьючера. Она была выпущен на лейбле Lloud и RCA Records 28 февраля 2025 года в качестве пятого сингла её дебютного студийного альбома Alter Ego (2025). В альбом также была включена «сольная версия Vixi» без Фьючера, на которую был снят клип режиссёром Кристианом Бреслауэром.

## История
После ухода с лейбла YG Entertainment для сольной деятельности Лиза основала свою собственную компанию по управлению артистами под названием Lloud в феврале 2024 года. В апреле она подписала контракт с RCA Records, чтобы выпускать сольную музыку в сотрудничестве с Lloud. Она выпустила «Rockstar», «New Woman», «Moonlit Floor (Kiss Me)» и «Born Again» в качестве первых четырёх синглов из своего предстоящего дебютного альбома через Lloud и RCA Records в период с июня 2024 по февраль 2025 года. 19 ноября 2024 года она объявила название альбома Alter Ego и дату его выхода — 28 февраля 2025 года. Презентация сопровождалась видеороликом-трейлером альбома, в котором Лиза изображала пять разных альтер-эго, и для каждого из них звучали фрагменты разных треков; последний персонаж был изображён идущим по вулканически-красному подиуму под ритм ещё не вышедшего трека. Лиса раскрыла имя альтер-эго Vixi и описание персонажа 12 февраля 2025 года, в котором говорилось, что её песня называется «Fxck Up the World». 21 февраля Лиса опубликовала видео с треклистом альбома, в котором она сидит со своими разными альтер-эго над фрагментом песни. Треклист включал песню «Fxck Up the World» с участием американского рэпера Future в качестве шестого трека альбома, а «сольная версия Vixi» песни без Future была также включена в качестве четырнадцатого трека. «Fxck Up the World» была выпущена в качестве пятого сингла и заглавного трека Alter Ego одновременно с релизом альбома 28 февраля.

## Композиция и текст
«Fxck Up the World» знакомит слушателей с «яростно независимым и непредсказуемым» альтер-эго Лизы — Викси, которую «любят называть „злодейкой“». Это «смелый, декларативный гимн», который обещает «встряхнуть ситуацию и обеспечить Лизе внимание, которое, по её мнению, она заслужила». Это «песня в стиле хип-хоп» с «трэп-битом». Лиза читает рэп вместе с приглашённым куплетом от Фьючера, а хук представляет собой повторяющийся напев «Let’s fuck up the world!».

## Отзывы
Кристал Белл из NME оценила «Fxck Up the World» как «большой, смелый и несомненно в твоем лице» и похвалила Лизу за то, что она звучит «полностью в своей стихии» и произносит свои реплики «со стильной, язвительной уверенностью». Однако, несмотря на «буйную энергию» трека, Белл раскритиковал текст песни за ощущение пустой «корпоративной речи», а также за «бросовый куплет» Фьючера. С другой стороны, Шаад Д'Суза из The Guardian считает, что Фьючер «прорывается через свой гостевой куплет» с его «рычащим и хрюкающим» рэпом, и что песня «просится в трейлер для мейнстримового боевика». Написав для Billboard Philippines, Габриэль Саулог назвал песню «моментом овердрайва» Alter Ego и «самым мрачным и агрессивным треком Лизы на сегодняшний день», способным стать одним из главных хитов альбома, и похвалил продюсирование ATL Jacob и участие Фьючера за то, что они добавили «много остроты» в ожидаемое звучание Лизы. Аналогично, Бенджамин Лэсси из The Daily Campus счел эту песню песней, в которой альбом «включается в работу», и похвалил ее «мощную основу и выдающееся вокальное исполнение Лизы», которая «продвигает эту песню дальше, чем большинство вокалистов». Она была описана как «буйная» Морой Джонстон из Rolling Stone и «быстрая и агрессивная» с «посылом к расширению возможностей», похожим на хиты группы Лизы Blackpink, по мнению Элизы Райан из Associated Press. Юнбо Шим, написавший для Billboard, назвал «Fxck Up the World» девятой лучшей песней альбома, назвав ее «высокооктановым боевым кличем», знакомым поклонникам Blackpink, который напоминает о «бунтарском духе» героини Джинкс из игры и из мультсериала «Аркейн». Однако Джошуа Минсу Ким из Pitchfork негативно отозвался о «нудной» песне, как не имеющей индивидуальности до появления Фьючера, даже с его «надуманным куплетом», и описал Лизу как «второсортную Cardi B».

## Музыкальное видео
Сопроводительный клип на «сольную версию Vixi» был снят Кристианом Бреслауэром и выложен на YouTube-канал Lloud одновременно с релизом сингла. Перед релизом Лиза выпустила тизер-видео 27 февраля, в котором она была показана в мягкой комнате со зловещей улыбкой. В клипе Лиза изображает свое альтер-эго Vixi, похоже, вдохновленное персонажем Харли Квинн из комиксов DC Comics. Vixi содержится в камере психиатрической клиники, а затем вырывается на свободу и устраивает буйство по всему городу в ночь, наполненную видеоиграми, танцами и веселыми поездками. В клипе также показаны анимированные мелькания других альтер-эго Лизы.

## Участники записи
Список по данным заметок альбома and Tidal.
- Лиса — вокал, автор
- Фьючер — вокал, автор
- ATL Jacob[англ.] — автор, продюсер
- FnZ[англ.] — продюсер
- Рэнди Меррилл — мапстеринг-инженер
- другие

## Чарты
| \| Чарт (2025) \| Высшая позиция \| \| -------------------------------------------------- \| -------------- \| \| Канада (Billboard Canadian Hot 100)[25] \| 85 \| \| Мир (Billboard Global 200)[26] \| 25 \| \| Малайзия (IFPI)[27] \| 18 \| \| Новая Зеландия (RMNZ)[28] \| 4 \| \| Филиппины (Philippines Hot 100)[29] \| 32 \| \| Сингапур (RIAS)[30] \| 12 \| \| Республика Корея (Download, Circle)[31] \| 62 \| \| Таиланд Thailand (IFPI)[32] \| 2 \| \| Великобритания (UK Singles Downloads Chart)[33] \| 96 \| \| США (Billboard Bubbling Under Hot 100 Singles)[34] \| 6 \| \| США (Billboard Hot R&B/Hip-Hop Songs)[35] \| 36 \| |                |
| Чарт (2025) | Высшая позиция |
| Канада (Billboard Canadian Hot 100) | 85             |
| Мир (Billboard Global 200) | 25             |
| Малайзия (IFPI) | 18             |
| Новая Зеландия (RMNZ) | 4              |
| Филиппины (Philippines Hot 100) | 32             |
| Сингапур (RIAS) | 12             |
| Республика Корея (Download, Circle) | 62             |
| Таиланд Thailand (IFPI) | 2              |
| Великобритания (UK Singles Downloads Chart) | 96             |
| США (Billboard Bubbling Under Hot 100 Singles) | 6              |
| США (Billboard Hot R&B/Hip-Hop Songs) | 36             |

## История релиза
| Регион | Дата            | Формат                     | Лейбл     | Ссылка |
| ------ | --------------- | -------------------------- | --------- | ------ |
| Мир    | 28 февраля 2025 | Цифровые загрузки стриминг | Lloud RCA | [ 9 ]  |